# Love... per sempre
Love... per sempre è una raccolta formata da due CD di 15 brani ognuno pubblicata il 18 gennaio 2011 per la Sony Music.
La compilation debutta alla quinta posizione della classifica FIMI, per poi raggiungere la prima posizione la settimana seguente, mantenendola per due settimane.

## Tracce

### CD 1
1. Modà - Quello che non ti ho detto (scusami...) (Francesco Silvestre) - 4:01
2. Jovanotti - Come musica (Jovanotti e Michele Canova Iorfida) - 3:50
3. Tiziano Ferro - E fuori è buio (Tiziano Ferro e Diana Tejera) - 3:41
4. Nek - Se non ami (Antonello de Sanctis e Nek) - 3:22
5. Zero Assoluto - Svegliarsi la mattina (Matteo Maffucci, Thomas De Gasperi, Danilo Pao ed Enrico Sognato) - 3:44
6. Negrita - Magnolia - 4:01
7. Noemi - La costruzione di un amore (Ivano Fossati) - 5:09
8. Max Gazzè - Mentre dormi (Max Gazzè e Francesco Gazzè) - 4:02
9. Le Vibrazioni - Raggio di sole (Francesco Sarcina) - 2:33
10. Pierdavide Carone - La prima volta (Pierdavide Carone) - 3:33
11. Alex Britti - Oggi sono io (Alex Britti) - 3:49
12. Giorgia - Parlami d'amore - 4:00
13. Due di Picche - Fare a meno di te - 4:16
14. Nina Zilli - L'amore verrà (You Can't Hurry Love) (Nina Zilli) - 3:16
15. Raf - Infinito (Raf) - 4:58

### CD 2
1. Marco Mengoni - In un giorno qualunque (Marco Mengoni, Massimo e Piero Calabrese) - 3:42
2. Biagio Antonacci - Iris (tra le tue poesie) (Biagio Antonacci) - 3:59
3. Alessandra Amoroso - Arrivi tu (Federica Camba e Daniele Coro) - 3:40
4. Gianluca Grignani - Sei unica (Gianluca Grignani) - 3:51
5. Carmen Consoli - Confusa e felice (Carmen Consoli) - 3:39
6. Tiromancino - Per me è importante (Federico Zampaglione) - 4:21
7. Cesare Cremonini - Le sei e ventisei (Cesare Cremonini) - 4:43
8. Daniele Silvestri - Occhi da orientale (Daniele Silvestri) - 3:54
9. Irene Grandi - Stai ferma (Gaetano Curreri e Saverio Grandi) - 4:26
10. Eros Ramazzotti - Per me per sempre (Eros Ramazzotti, Adelio Cogliati e Claudio Guidetti) - 3:51
11. Francesco Renga - Un giorno bellissimo (Francesco Renga e Luca Chiaravalli) - 3:15
12. Emma - Calore (Roberto Angelini) - 3:24
13. Giusy Ferreri - Ma che freddo fa (Franco Migliacci/Claudio Mattone) - 3:41
14. Baustelle - Un romantico a Milano (Francesco Bianconi) - 3:51
15. Vasco Rossi - Anima fragile - 3:47

## Classifiche
| Classifica (2010) | Posizione massima |
| ----------------- | ----------------- |
| Italia            | 1                 |